# Strontiumoxide
Strontiumoxide of strontia is een anorganische verbinding van strontium en zuurstof, met als brutoformule SrO. De stof komt voor als een kleurloos of wit kristallijn poeder, dat met water reageert tot strontiumhydroxide. Het is een sterk basisch oxide.

## Synthese
Het kan bereid worden door elementair strontium te verhitten in aanwezigheid van dizuurstof:
{\displaystyle {\ce {2Sr + O2 -> 2SrO}}}
Indien het gewoon in de lucht verbrand wordt, ontstaat een mengsel van strontiumoxide en strontiumnitride. Op dezelfde manier als calciumoxide uit calciumcarbonaat bereid wordt, kan strontiumoxide ook gevormd worden door ontleding van strontiumcarbonaat:
{\displaystyle {\ce {SrCO3 -> SrO + CO2}}}

## Toepassingen
Strontiumoxide wordt sinds 1970 gebruikt in de kathodestraalbuis van televisietoestellen. Met de opkomst van de lcd-schermen is het gebruik hiervan sterk verminderd.